# San Matías, Guanajuato
San Matías är en ort i Mexiko.   Den ligger i kommunen Manuel Doblado och delstaten Guanajuato, i den centrala delen av landet, 300 km nordväst om huvudstaden Mexico City. San Matías ligger 1 729 meter över havet och antalet invånare är 114.
Terrängen runt San Matías är platt åt nordost, men åt sydväst är den kuperad. Runt San Matías är det ganska glesbefolkat, med 45 invånare per kvadratkilometer. Närmaste större samhälle är Ciudad Manuel Doblado, 8,4 km söder om San Matías. I omgivningarna runt San Matías växer huvudsakligen savannskog.